# Руперт Вільдт
Руперт Вільдт (нім. Rupert Wildt; 25 червня 1905 — 9 січня 1976) — німецько-американський астроном.
Родився у Мюнхені. У 1927 закінчив Берлінський університет. У 1928–1934 працював у Боннській та Геттінгенській обсерваторіях. З 1935 жив у США. У 1935–1936 працював в обсерваторії Маунт-Вілсон, в 1936–1942 — в Інституті перспективних досліджень у Принстоні, в 1942–1946 — в університеті штату Вірджинія, в 1946–1973 — в Єльському університеті (з 1957 — професор астрофізики).
Основні наукові роботи відносяться до фізики планетних і зоряних атмосфер, до теорії внутрішньої будови планет. Ототожнив у 1931 році смуги поглинання в спектрах Юпітера, Сатурна, Урана і Нептуна з молекулами аміаку і метану, показавши тим самим, що ці гази є одними з основних компонентів атмосфер великих планет. Запропонував моделі внутрішньої будови планет-гігантів, згідно з якими вони складаються головним чином з водню. У 1938 першим висловив думку про те, що негативний йон водню, існування якого було передбачене на підставі квантово-механічних розрахунків, є основним джерелом безперервного поглинання в атмосферах Сонця і зірок проміжних класів; це відкриття зіграло велику роль у подальшій розробці теорії зоряних атмосфер. Ряд робіт присвячений зоряній спектроскопії і геохімії.
Президент Асоціації університетів для досліджень в області астрономії (1965–1968, 1971–1972).
Золота медаль (1960) і медаль А.С.Еддінгтона (1966) Лондонського королівського астрономічного товариства.